# Acanella rigida
Acanella rigida är en korallart som beskrevs av Wright och Studer 1889. Acanella rigida ingår i släktet Acanella och familjen Isididae. Inga underarter finns listade i Catalogue of Life.